# LOT波蘭航空16號班機事故
LOT波蘭航空16號班機是一班LOT波蘭航空执飞，由美国紐華克自由國際機場至波兰华沙萧邦机场的定期国际商业客运航班。2011年11月1日，一架执飞本次航班的波音767-35DER飞机（注册编号SP-LPC），因為三組起落架全部無法展開，在空中盤旋一小時消耗多餘燃油後，機長塔德烏什·弗羅納（Tadeusz Wrona）將飛機以機腹着陸的方式降落在華沙蕭邦機場。最終，乘客連同機組人員共231人無人傷亡。这次事件為民航史上一大應急案例，事後機組人員獲波蘭總統表揚。

## 事態發展
註冊編號SP-LPC，機型波音767-300ER的LOT波蘭航空16號客機，自美國新澤西州紐華克自由國際機場起飛，原定中歐時間13:35降落。起飛30分鐘後，機師發現中央液壓系統出現異常。事後調查發現液壓管破裂，泄漏了全部液壓油。冗餘的左液壓系統及右液壓系統正常運作，機上主要系統不受影響，所以機組人員決定繼續飛越大西洋前往華沙。飛行過程正常，沒有出現問題，機組人員計劃依照標準程序降落。
降落前，機組人員使用後備系統放下起落架，但不成功。機組人員立即查閱應急指引，再嘗試一次。第二次失敗後，機組人員放棄降落，並發出Mayday求救訊號。起落架的後備系統不是冗餘的液壓系統，而是利用電力解開電鎖，用重力使起落架自然放下及鎖定。
機長在知會華沙航空交通管制站後，遂在空中盤旋逾一小時。一來消耗燃油，減低爆炸風險，二來令地面應急工作有充足時間預備。消防部門從外部調動救援人員。消防員在跑道上噴了近3000米的泡沫，不過波音的應急指引沒有此建議。波蘭空軍派出兩架F-16戰隼戰鬥機監視，目測確定起落架未有放下。機長多次以不同方式強行放下，但全部不成功，被迫以機腹着陸。原定降落此機場的飛機被轉往克拉科夫若望保祿二世國際機場、卡托維茲國際機場及另外三個中型機場。
最終客機於3690米長的RWY33跑道降落，速度127節，仰角5.3°，垂直速度1.207g。機尾、右側引擎及左側引擎先後着地，與地面摩擦出大量火花，火花隨即被預先噴射的泡沫撲滅。兩個引擎外殻向內塌陷，令扇葉變形。15秒後，右側引擎起火，機員於3秒後關閉引擎。客機停下後，消防車很快撲滅了引擎火勢。此外，機腹着陸也摧毀了跑道上的照明設備。由於客機結構、引擎及內部電力/液壓系均均嚴重受損，無修復價值，所以被分類為「飛機全毀」。
波蘭總統布羅尼斯瓦夫·科莫羅夫斯基感謝機組人員不懈努力，挽救眾多性命。
在2009年迫降哈德遜河而化解全美航空1549號班機事故的英雄機師切斯利·蘇倫伯格（Chesley Sullenberger）說這次波蘭迫降可能是波音767首次發生三個起落架皆故障的事故。

加拿大知名纪录片公司neflex原计划于空中浩劫第23季播放LOT波兰航空16号班机事故，但是在即将播放时改为了一架埃及航空的班机。

## 調查
波蘭的調查航空事故國家委員會（波蘭語：Państwowa Komisja Badania Wypadków Lotniczych）負責調查此飛行事故（Accident）。
意外前，多間航空公司向波音報告，指液壓管的壽命低於設計預期值。之後，波音發現液壓系統的其中一段軟管過度彎曲。波音向航空公司發出公告，建議（非強制）加裝配件，增加軟管的彎曲半徑。由於LOT波蘭航空認為沒有需要，客機未有加裝此配件。結果液壓管在飛行中爆裂，導致事故。委員會調查了爆裂的液壓管，認為沒有（未知的）異常，航空公司早已被告知問題的存在。
意外後，調查人員登上客機觀察驾驶舱的情況及取回飛行紀錄儀。他們發現驾驶舱內的C829斷路器脫扣。吊起客機後，調查人員利用外部電源重啟系統，把斷路器復位及按下「後備起落架展開開關」，發現起落架在硬着陸後仍可正常展開及鎖上。C829及其他斷路器之後被送到認可機構進行測試，並無發現異常。斷路器的下游電子設備也沒有異常。美國國家運輸安全委員會（NTSB）也為斷路器進行了額外的測試。斷路器通過了所有電氣及機械測試，NTSB認為沒有故障。委員會認為後備系統沒有出現機件故障，C829斷路器是由於人為因素而意外脫扣，但無法判斷時間及起因。

### 事故原因
調查委員會於最後調查報告指出，事故的主要原因包括：
1. 事故的起因是中央液壓系統的喉管受損，泄漏液壓油。起落架的主系統因而失效。
2. 主系統故障時，負責為後備系統供電的C829斷路器脫扣。
3. 起落架無法用後備系統展開後，機組人員未能發現C829已脫扣。

其他成因包括：
1. P6-1面板（C829斷路器的面板）欠缺防撞保護。生產商從第863架波音767開始，為該面板提供額外的防撞保護。本事故的客機是第659架。
2. C829斷路器位置極低的位置，阻礙機長查看。
3. LOT波蘭航空的營運中心缺乏有效的工作程序，地面專家對機組人員的支援不足。
4. LOT波蘭航空沒有按波音的非強制性建議，加裝額外配件保護液壓管。

### 機師
飛機師塔德烏什·弗羅納有30年飛行經驗，其中20年駕駛波音767。弗羅德與副機師耶日·施瓦爾茨合共累積2.5萬小時飛行里程，其中1.5萬小時皆是駕駛波音767。

## 外部連結
- 波蘭調查航空事故國家委員會：
  - 初步報告（英語）（（页面存档备份，存于））
  - 初步報告（波蘭語）（（页面存档备份，存于））